# Finstermühle (Roth)
Finstermühle ist ein Gemeindeteil der Kreisstadt Roth im Landkreis Roth (Mittelfranken, Bayern). Finstermühle liegt in der Gemarkung Harrlach.

## Geographische Lage
Die Einöde liegt am Finsterbach und ist ringsum von Wald umgeben. Bei den Anwesen gibt es einen Baum, der als Naturdenkmal geschützt ist. Ein Anliegerweg führt 150 Meter südlich zu einer Gemeindeverbindungsstraße, die nach Harrlach zur Kreisstraße RH 35 (1,9 km nordöstlich) bzw. nach Meckenlohe verläuft (2,7 km südwestlich).

## Geschichte
Finstermühle wurde 1544 erstmals urkundlich erwähnt. Der Ort lag im Fraischbezirk des pfalz-neuburgischen Landrichteramtes Allersberg. Grundherr des Anwesens war das pfalz-neuburgische Kastenamt Hilpoltstein.
Im Rahmen des Gemeindeedikts (frühes 19. Jahrhundert) wurde Finstermühle dem Steuerdistrikt Guggenmühle und der Ruralgemeinde Harrlach zugeordnet. Am 1. Januar 1973 wurde Harrlach mit der Finstermühle im Zuge der Gebietsreform in Bayern in die Stadt Roth eingegliedert.

### Baudenkmäler
- Haus Nr. 1: Mühlgebäude[9]

### Einwohnerentwicklung
| Jahr      | 001818 | 001836 | 001861 | 001871 | 001885 | 001900 | 001925 | 001950 | 001961 | 001970 | 001987 | 002018 |
| Einwohner | 16     | 22     | 31     | 33     | 35     | 18     | 7      | 15     | 8      | 9      | 6      | 5      |
| Häuser    | 4      | 4      |        |        | 4      | 6      | 2      | 2      | 2      |        | 2      |        |
| Quelle    | [ 11 ] | [ 12 ] | [ 13 ] | [ 14 ] | [ 15 ] | [ 16 ] | [ 17 ] | [ 18 ] | [ 19 ] | [ 20 ] | [ 21 ] | [ 1 ]  |

## Religion
Finstermühle ist römisch-katholisch geprägt und bis heute nach Mariä Himmelfahrt (Allersberg) gepfarrt. Die Einwohner evangelisch-lutherischer Konfession sind nach St. Johannes der Täufer (Schwand bei Nürnberg) gepfarrt.